# Dornier Do 27
Do 27 — лёгкий транспортный самолёт немецкой фирмы Dornier.

## История
Do 27 поднялся в воздух 8 апреля 1955 года. Высокорасположенное крыло не имело подкосов, что позволяло легко производить посадку пассажиров или погрузку груза. Большие закрылки обеспечивали возможность укороченного взлета и посадки. 628 самолетов было построено до окончания производства в 1965 году.

## Боевое применение
Активно применялся в ВВС Израиля в арабо-израильских конфликтах.

### Война на истощение
8 марта 1969 года в районе Суэцкого канал пуском египетского ЗРК С-75, управляемого советским военным советником, был сбит израильский самолёт-корректировщик Do.27 100-й эскадрильи, пилот был убит, наблюдатель выжил.
13 октября 1969 года в районе Суэцкого канал пуском своего же израильского ЗРК HAWK, был сбит израильский самолёт-корректировщик Do.27 100-й эскадрильи, все три члена экипажа погибли.

## Военные эксплуатанты

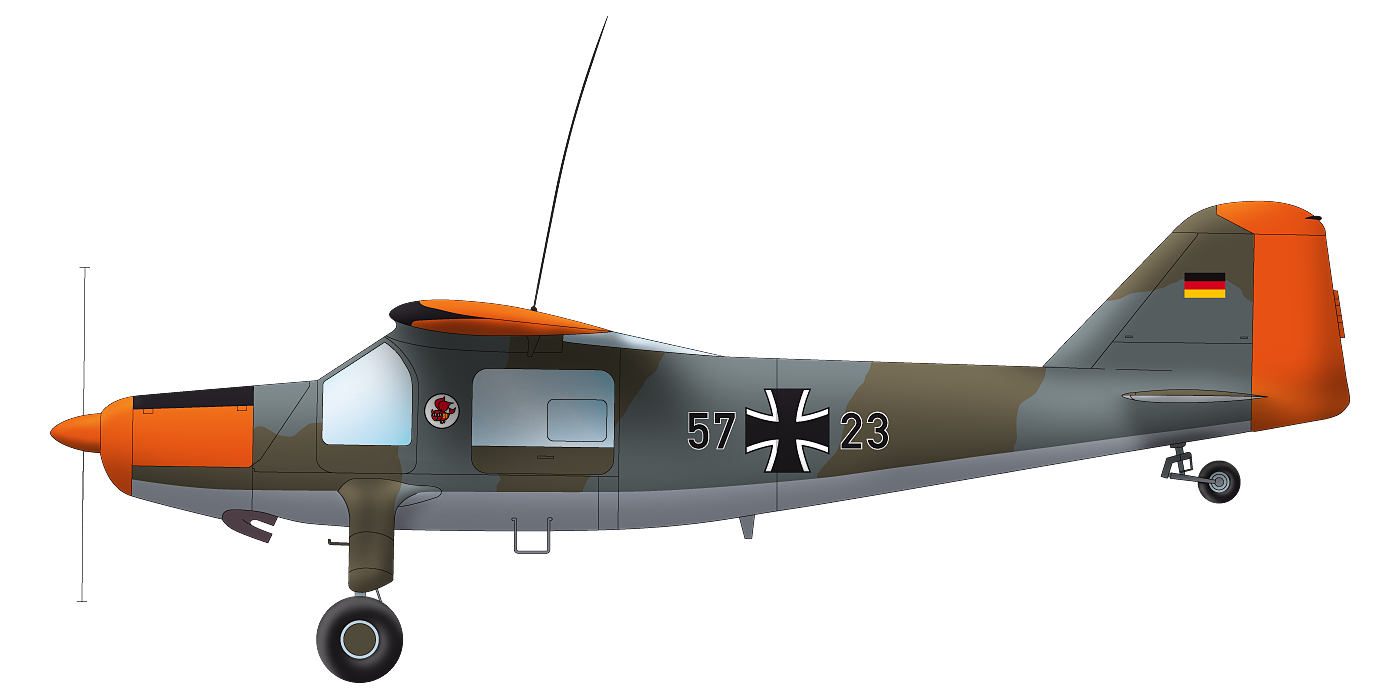
Do 27, ВВС Германии

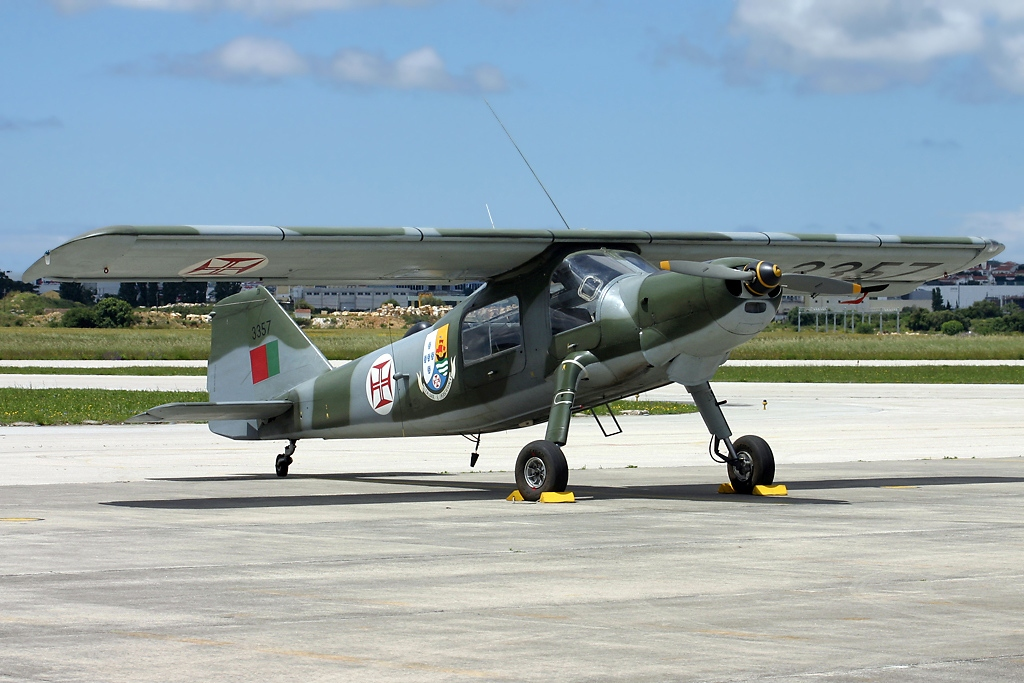
Dornier Do 27A, ВВС Португалии

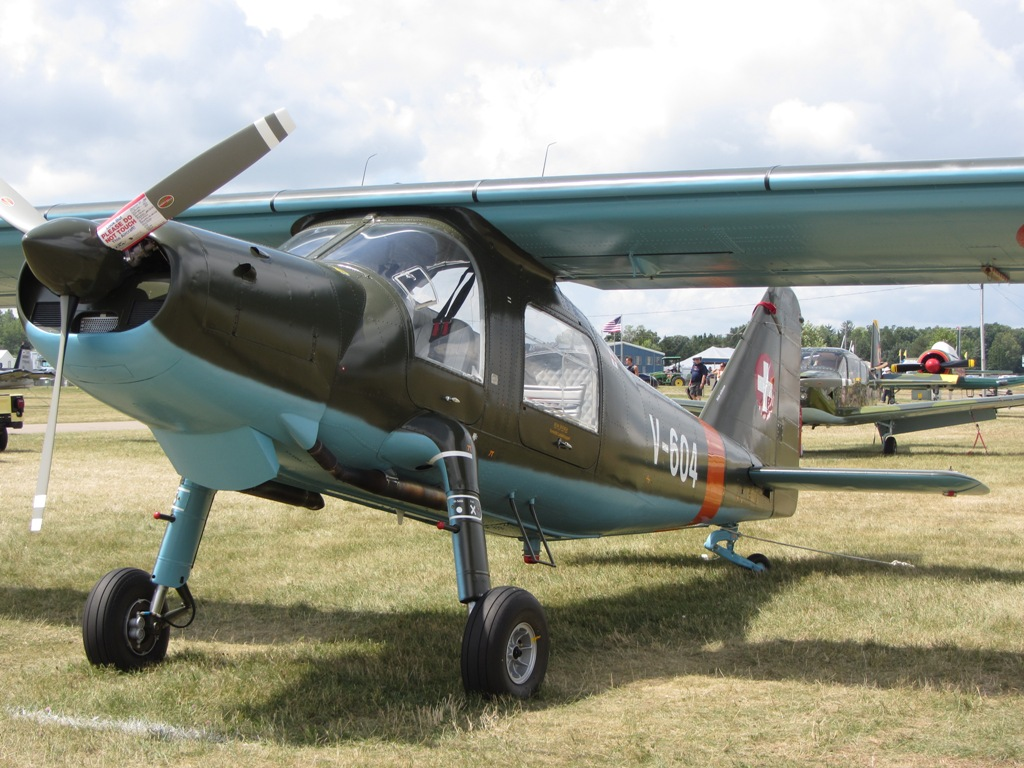
Do27H-2, ВВС Швейцарии

Ангола
- ВВС Анголы

 Бельгия
- ВВС Бельгии

 Белиз
- ВВС Белиза

 Бурунди
- ВВС Бурунди

 Гвинея-Бисау
- ВВС Гвинеи-Бисау

 Германия
- ВВС Германии

 Израиль
- ВВС Израиля

 Испания
- ВВС Испании

 Республика Конго
- ВВС Республики Конго

 Мозамбик
- ВВС Мозамбика

 Нигерия
- ВВС Нигерии

 Португалия
- ВВС Португалии

 Руанда
- ВВС Руанды

 Судан
- ВВС Судана

 Турция
- ВВС Турции

 Швейцария
- ВВС Швейцарии

 Швеция
- ВВС Швеции

 ЮАР
- ВВС ЮАР

## Лётные данные
- Модификация: Do.27B
- Размах крыла, м: 12,00
- Длина самолета, м: 9,60
- Высота самолета, м: 2,80
- Площадь крыла, м2: 19,40
- Масса, кг:
  - пустого самолета: 1130
  - нормальная взлетная: 1570
  - максимальная взлетная: 1850
- Объём топлива во внутренних баках, л: 220
- Тип двигателя: ПД Теxtron Lycoming GO-480-B1A6
- Мощность двигателя, л.с.: 1 × 270
- Максимальная скорость, км/ч: 250
- Крейсерская скорость, км/ч: 227
- Практическая дальность, км: 1102
- Практический потолок, м: 3300
- Экипаж, чел: 1
- Полезная нагрузка: 4 пассажира